# Fachkraft für Lederverarbeitung

Produkt einer Fachkraft für Lederverarbeitung

Die Fachkraft für Lederverarbeitung ist seit dem 1. August 2011 in Deutschland ein neuer staatlich anerkannter Ausbildungsberuf nach Berufsbildungsgesetz (BBiG). Er ersetzt den Ausbildungsberuf Schuh- und Lederwarenstepper, dessen Ausbildungsvorschriften aus dem Jahr 1964 stammen und veraltet sind. Die Dauer der Ausbildung beträgt zwei Jahre. Die Ausbildung erfolgt an den Lernorten Betrieb und Berufsschule.

## Arbeitsgebiet
Fachkräfte für Lederverarbeitung arbeiten in Betrieben der Schuh- und Lederwarenwirtschaft, insbesondere zur Herstellung von Schuhoberteilen, Taschen, Kleinlederwaren, Polster- und Autositzbezügen, in Muster- und Serienfertigung.

## Berufliche Qualifikationen
Fachkräfte für Lederverarbeitung
- fügen Schuhoberteile und Lederwarenhalbzeuge zusammen
- wählen Leder sowie Werk- und Hilfsstoffe und Zubehör nach Einsatzgebieten und Wirtschaftlichkeit aus, ordnen sie zu und verwenden sie
- planen Arbeitsschritte und Arbeitsabläufe
- richten Maschinen und Anlagen ein und bedienen sie
- schneiden Leder sowie Werk- und Hilfsstoffe zu und richten sie vor
- stellen Verbindungen durch Nähen, Schweißen und Kleben her
- stellen schmückendes und funktionelles Zubehör her und bringen es an
- beurteilen die Qualität und ergreifen qualitätssichernde Maßnahmen
- beachten die Grundsätze der Arbeitssicherheit, des Gesundheits- und Umweltschutzes und der Kundenorientierung

## Zwischen- und Abschlussprüfung

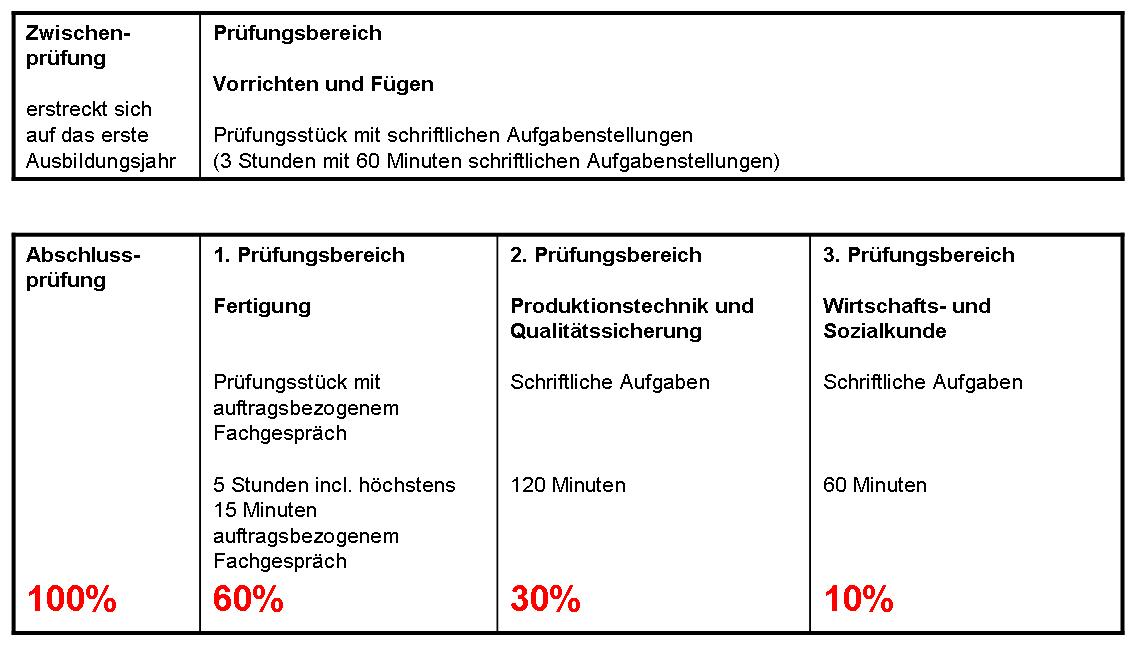
Übersicht und Gewichtung der Prüfungsbereiche der Fachkraft für Lederverarbeitung

Die Prüfungsanforderungen in dieser Ausbildungsordnung entsprechen den Vorgaben des Hauptausschusses des BiBB.

### Zwischenprüfung
Um dem Auszubildenden eine Information über seinen Leistungsstand zu geben, ist in diesem Ausbildungsberuf eine Zwischenprüfung vorgesehen. Im Prüfungsbereich „Vorrichten und Fügen“ soll der Auszubildende nachweisen, dass er
a) Arbeitsschritte festlegen, technische Unterlagen anwenden und Fertigungsverfahren auswählen,
b) Lederarten zuordnen und einsetzen,
c) Werk- und Hilfsstoffe bestimmen und einsetzen,
d) Werkzeuge, Geräte, Maschinen und technische Einrichtungen auswählen und einsetzen,
e) Teile kontrollieren und zuordnen,
f) Teile vorrichten,
g) Futterteile zusammenfügen
sowie
h) Maßnahmen zur Arbeitsorganisation, zur Sicherheit und zum Gesundheitsschutz bei der Arbeit, zum Umweltschutz, zur Wirtschaftlichkeit und zur Qualitätssicherung berücksichtigen kann.
Die Zwischenprüfung wird in Form eines Prüfungsstücks durchgeführt. Weiterhin muss der Auszubildende schriftliche Aufgabenstellungen bearbeiten. Die Prüfungszeit beträgt insgesamt vier Stunden. In dieser Zeit werden das Prüfungsstück angefertigt sowie die schriftlichen Aufgabenstellungen von 90 Minuten bearbeitet.

### Abschlussprüfung
Durch die Abschlussprüfung wird auch in diesem Beruf die berufliche Handlungsfähigkeit festgestellt.
Die Abschlussprüfung besteht aus insgesamt drei Prüfungsbereichen:
1. Prüfungsbereich „Fertigung“
2. Prüfungsbereich „Produktionstechnik und Qualitätssicherung“
3. Prüfungsbereich „Wirtschafts- und Sozialkunde“

#### Prüfungsbereich „Fertigung“
Der Auszubildende soll in diesem Prüfungsbereich entweder die Schäfte von einem Paar Schuhe oder ein Lederwarenhalbzeug herstellen. Dabei soll nachgewiesen werden, dass er
a) Arbeitsschritte festlegen,
b) Teile zuschneiden oder stanzen,
c) Teile vorrichten,
d) Teile zusammenfügen,
e) Zier- und Spezialnähte herstellen,
f) Zubehör herstellen und anbringen,
g) Teile und Arbeitsergebnis kontrollieren,
h) Maßnahmen zur Arbeitsorganisation, zur Sicherheit und zum Gesundheitsschutz bei der Arbeit, zum Umweltschutz und zur Wirtschaftlichkeit berücksichtigen sowie
i) fachliche Hintergründe aufzeigen sowie die Vorgehensweise bei der Herstellung der Prüfungsstücke begründen
Dem Auszubildenden stehen für diese Arbeiten insgesamt fünf Stunden zur Verfügung. Innerhalb dieser Zeit wird ein Fachgespräch von höchstens 15 Minuten Dauer mit dem Prüfungsausschuss geführt.

#### Prüfungsbereich „Produktionstechnik und Qualitätssicherung“
Der Auszubildende soll in diesem Prüfungsbereich in 120 Minuten schriftliche Aufgabenstellungen bearbeiten. Dabei soll nachgewiesen werden, dass er
a) Werk- und Hilfsstoffe bestimmen und beurteilen, Eigenschaften und Verwendungszweck festlegen,
b) Funktionsweise von Werkzeugen, Geräten, Maschinen und technischen Einrichtungen erklären,
c) Störungen an Maschinen erkennen und beseitigen,
d) Materialbedarf berechnen,
e) qualitätssichernde Maßnahmen anwenden
sowie
f) Maßnahmen zur Arbeitsorganisation, zur Sicherheit und zum Gesundheitsschutz bei der Arbeit, zum Umweltschutz und zur Wirtschaftlichkeit durchführen
kann.

#### Prüfungsbereich „Wirtschafts- und Sozialkunde“
Der Auszubildende soll in diesem Prüfungsbereich in 60 Minuten nachweisen, dass er allgemeine wirtschaftliche und gesellschaftliche Zusammenhänge der Berufs- und Arbeitswelt darstellen und beurteilen kann.

#### Gewichtung der Prüfungsbereiche
Die Prüfungsbereiche werden wie folgt gewichtet:
| Fertigung                                 | 60 Prozent |
| Produktionstechnik und Qualitätssicherung | 30 Prozent |
| Wirtschafts- und Sozialkunde              | 10 Prozent |

#### Bestehensregelung
Der Auszubildende hat seine Abschlussprüfung bestanden, wenn die Leistungen
1. im Gesamtergebnis mit mindestens „ausreichend“,
2. im Prüfungsbereich „Fertigung“ mindestens „ausreichend“ und
3. in keinem Prüfungsbereich mit „ungenügend“ bewertet worden sind.

Eine mündliche Ergänzungsprüfung von etwa 15 Minuten Dauer ist in den Prüfungsbereichen „Produktionstechnik und Qualitätssicherung“ oder „Wirtschafts- und Sozialkunde“ möglich, wenn damit die Abschlussprüfung bestanden werden kann. Voraussetzung ist, dass diese Prüfungsbereiche mit schlechter als „ausreichend“ bewertet wurden. Eine mündliche Ergänzungsprüfung zur Verbesserung der Note ist nicht möglich.

#### Anrechnung der Berufsausbildung
Hat der Auszubildende seine Abschlussprüfung bestanden und möchte in einem artverwandten Beruf eine weitere Ausbildung beginnen, so kann die Ausbildungsdauer im Einvernehmen mit dem Ausbildungsbetrieb verkürzt werden. Es kommen folgende Anrechnungszeiten in Betracht:

- Bei einer Fortsetzung der Ausbildung im Ausbildungsberuf Schuhfertiger: 24 Monate[2]
- Bei einer Fortsetzung der Ausbildung im Ausbildungsberuf Sattler: 12 Monate[3]

Die erbrachten Prüfungsleistungen als Fachkraft für Lederverarbeitung können dabei nicht angerechnet werden.